# Calfa Nouă, Anenii Noi
Calfa Nouă este o localitate în comuna Calfa, raionul Anenii Noi, Republica Moldova.

## Demografie
Conform recensământului din 2004, populația localității numără 197 de oameni, dintre care 99 bărbați și 98 femei. Toți cei 197 locuitori s-au declarat de naționalitate moldovenească.